# サンドロ・リッチ
サンドロ・メイラ・リッチ（Sandro Meira Ricci、1974年11月19日 - ）は、ブラジル・ミナスジェライス州ポソス・ジ・カウダス出身の元サッカー審判員。現在はブラジルのテレビネットワークであるヘジ・グローボの審判アナリストを務めている。

## 来歴
2013年3月26日に行われた2014年FIFAワールドカップ予選・エクアドル対パラグアイの試合以降、ワールドカップ南米予選を長く担当している。
2013年3月、FIFAは2014 FIFAワールドカップの主審候補リストにリッチを追加。副審のエメルソン・デ・カルヴァリョとマルセロ・ヴァン・ガッセと共に本大会の主審を務めた。この大会ではゴールライン・テクノロジーが導入されており、2014年6月15日に行われた彼のデビュー戦であるフランス対ホンジュラスの試合で初めて適用された。
2018年にロシアで行われた2018 FIFAワールドカップでも審判団に任命された。大会終了後、彼は審判としての引退を発表した。引退後、彼はサッカーのルールアナリストとしてヘジ・グローボと契約している。

## 統計
| 提示           | ホーム | アウェイ | 合計 |
| -------------- | ------ | -------- | ---- |
| ペナルティ     | 16     | 4        | 20   |
| イエローカード | 167    | 208      | 375  |
| レッドカード   | 9      | 23       | 32   |

| 提示           | ホーム | アウェイ | 合計 |
| -------------- | ------ | -------- | ---- |
| ペナルティ     | 0.2    | 0.05     | 0.13 |
| イエローカード | 2.11   | 2.63     | 2.37 |
| レッドカード   | 0.11   | 0.29     | 0.2  |